# Hanle
Hanle (Afar Ḥanlé, Ebene „der Milch“ (ḥan), „die Milch hat“) ist der Name einer Ebene nordwestlich von Dikhil in Dschibuti.
Die Ebene verfügt über unterirdische Wasservorkommen, die vom Fluss Awash gespeist werden, und hätte daher ein gewisses Potenzial für Agropastoralismus. Überweidung hat allerdings zu Desertifikation geführt.
Bewohnt wird die Ebene von den Afar-Clans der ‘Adorásu/Debné (‘Adohyammára) und der Ulu‘tó (‘Asahyammára). Sie wird traditionell vom Sultanat Awsa beansprucht, weswegen es verschiedentlich Konflikte zwischen den ‘Asahyammára-Afar von Awsa und den Debné bzw. der Kolonialmacht Frankreich gab. So protestierte der Sultan von Awsa, als Frankreich 1928 den Grenzposten Dikhil errichtete. Awsas Widerstand konnte jedoch nicht verhindern, dass Frankreich in den folgenden Jahren seine Macht über den Hanle ausweitete.
Da die Grenze zwischen dem französischen Kolonialgebiet und dem mit Äthiopien verbündeten Awsa nicht genau festgelegt war, besetzte Italien im Rahmen seiner Besetzung Äthiopiens 1936–1941 auch Teile des Hanle. 1956 wurde die Grenze zwischen Frankreich und Äthiopien vereinbart.